# Sosič
Sosič je priimek več znanih Slovencev:
- Alojzija Zupan Sosič (*1964), literarna zgodovinarka, teoretičarka in interpretinja, univ. prof.
- Anica Sosič (1898—1982), borka NOB
- Barbara Sosič Možina (*1965), etnologinja, muzealka
- Branko Sosič (*1936) novinar, urednik, karikaturist, oblikovalec, ilustrator
- Edi Sosič, zamejski športni delavec
- Edvard Sosič (1885—1978), Proseški šolnik
- Goran Sosić (*1962), jadralec
- Ivan (Ive) Sosič (1893—1971), prirodoslovec, šolnik v zamejstvu
- Izidor Sosič, farmacevt
- Marko Sosič (1958—2021), pisatelj, gledališčnik, režiser
- Milan Sosič (1908—1987), gradbenik, zamejski šolnik, gospodarstvenik, politik
- Nataša Sosič, zamejska radijska urednica
- Sarival Sosič (*1962), umetnostni zgodovinar, likovni teoretik, kustos; pisatelj
- Tone (Zvonko) Sosič (1905—1971), učitelj
- Sergij Sosič, kipar
- Viktor (Ivo) Sosič (1915—1973), šolnik
- Viktor Sosič (1912—1996), inženir